# Бад-Фёслау
Бад-Фёслау (нем. Bad Vöslau) — город , курорт в Австрии, в федеральной земле Нижняя Австрия. 
Входит в состав округа Баден.  Население составляет 11 190 человек (на 31 декабря 2005 года). Занимает площадь 38,74 км². Официальный код  —  3 06 03.

## Политическая ситуация
Бургомистр коммуны — Христоф Принц (местный блок) по результатам выборов 2005 года.
Совет представителей коммуны (нем. Gemeinderat) состоит из 37 мест.
- местный блок: 26 мест.
- СДПА занимает 6 мест.
- АНП занимает 4 места.
- АПС занимает 1 место.